# Liste des œuvres publiques du 5e arrondissement de Paris

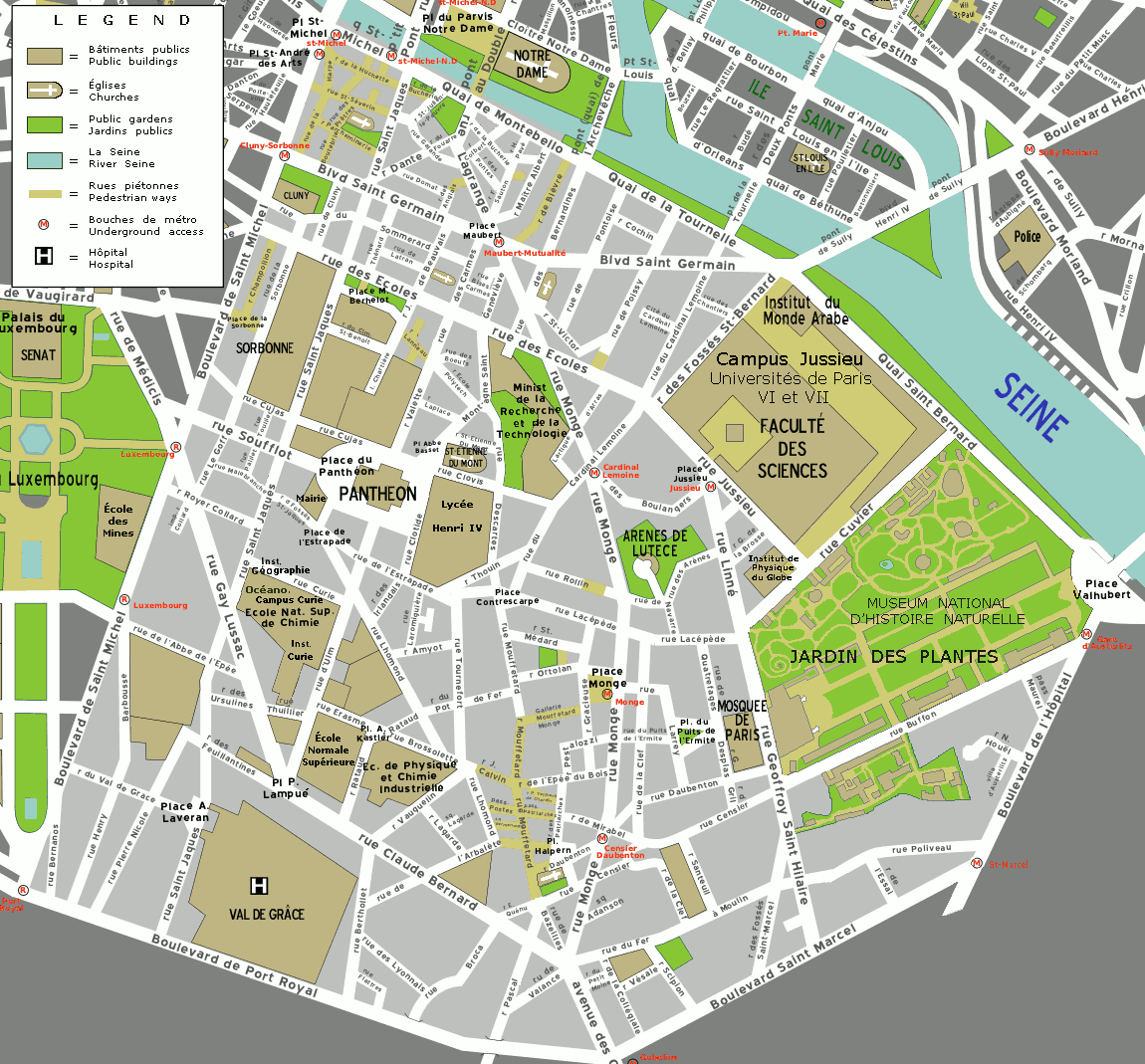
Plan du 5e arrondissement de Paris.

Cet article tente de recenser les principales œuvres d'art public du 5e arrondissement de Paris, en France.

## Liste

### Musée de la sculpture en plein air
Le musée de la sculpture en plein air (quai Saint-Bernard, square Tino-Rossi) contient les œuvres suivantes :
- Abellio, Aglaé Libéraki (1971-1973) ;
- Animal 82, Liuba Kirova (1982) ;
- L'Arbre de vie, Céline Chalem (1973) ;
- Baveno , François Stahly (1967-1968) ;
- Belt II, Kyubei Kiyomizu (1972) ;
- Bird Bath, Michael Noble (1969-1971) ;
- Black Cement, Jene Highstein (1978) ;
- Chronos 10, Nicolas Schöffer (1978) ;
- Cœur de gaucho, Vitullo (1952) ;
- Demeure n° 1, Étienne-Martin (1954-1958) ;
- Esprit, Eau et Sang, Émile Gilioli (1973) ;
- Fiesole, Sorel Etrog (1965-1967) ;
- Le Grand Signe, Marta Colvin (1970) ;
- La Grande Fenêtre, Agustín Cárdenas (1974) ;
- Granit, Ruggero Pazzi (1979) ;
- Groupe de figures, Sklavos (1960) ;
- Homme au bras levé, Olivier Brice (1973) ;
- Hydrophage, Jean-Robert Ipoustéguy (1975) ;
- Interpénétration des deux espaces, Guy de Rougemont (1975) ;
- Marseille, César (1960) ;
- Mère cathédrale, Parvine Curie (1972-1980) ;
- Melmoth, Reinout d'Haese (1966) ;
- Mind Accumulation, Micha Laury (1988) ;
- Naissance des formes, Ossip Zadkine (1958) ;
- Neptune II, François Stahly (1969) ;
- Ochicagogo, Antoine Poncet (1979) ;
- La Porte éclatée, Michel Guino (1965) ;
- Sans titre, Albert Féraud (1979) ;
- Sans titre, Bernard Pagès (1988) ;
- Sculpture, Marta Pan (1969) ;
- Shining Wings, Yoshikuni Iida (1981) ;
- Signes, personnages, Olivier Debré (1962) ;
- Stèle, Liuba Kirova (1977) ;
- Structure architecturale, Francesco Marino Di Teana (1973) ;
- Structure pleine E. 12, Patkai (1973) ;
- Table de pierre, Constantin Brâncuşi (1920-1948) ;
- Torse rouge, Claude Cehes (1983).

### Jardin des plantes

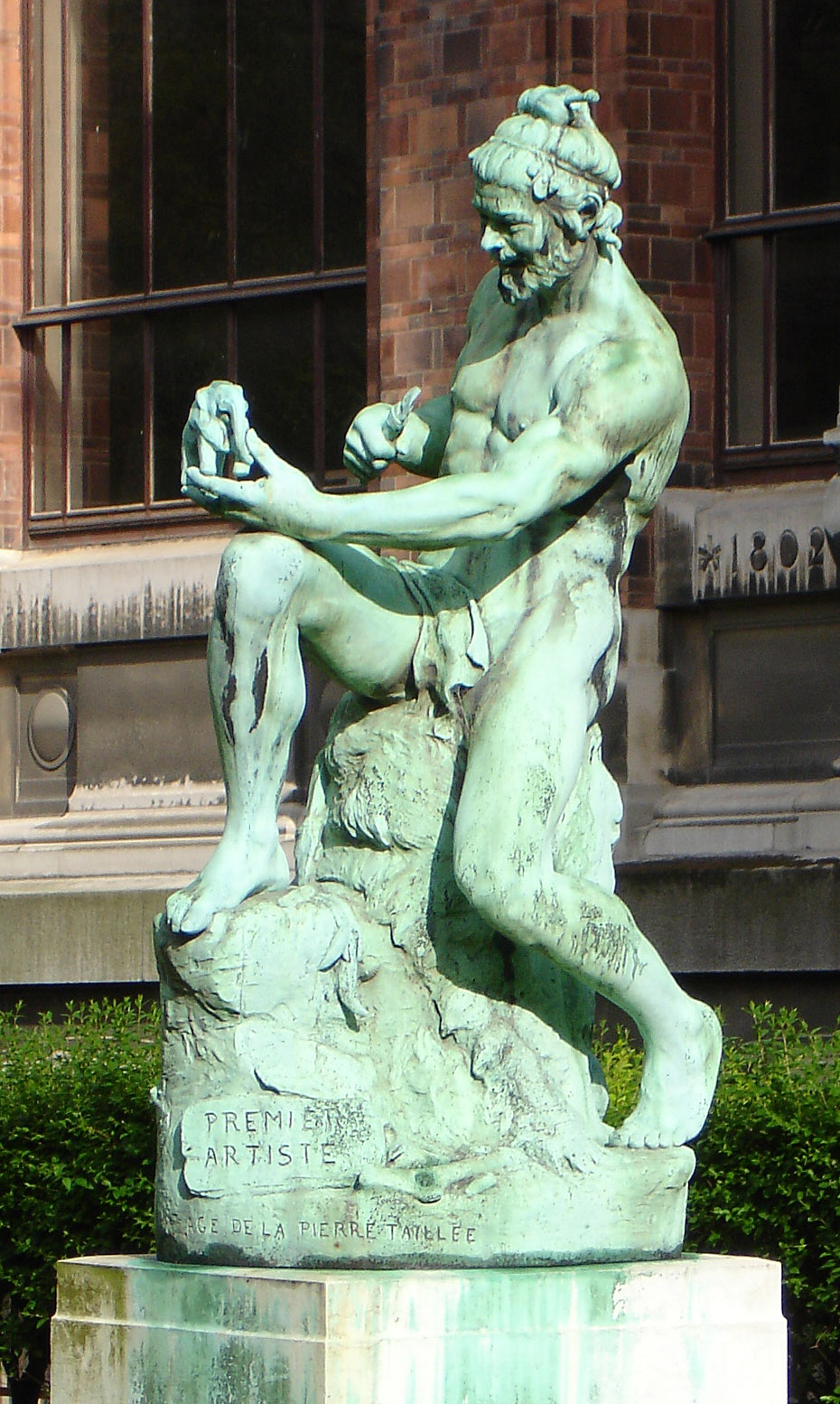
Premier Artiste devant la galerie d'anatomie comparée.

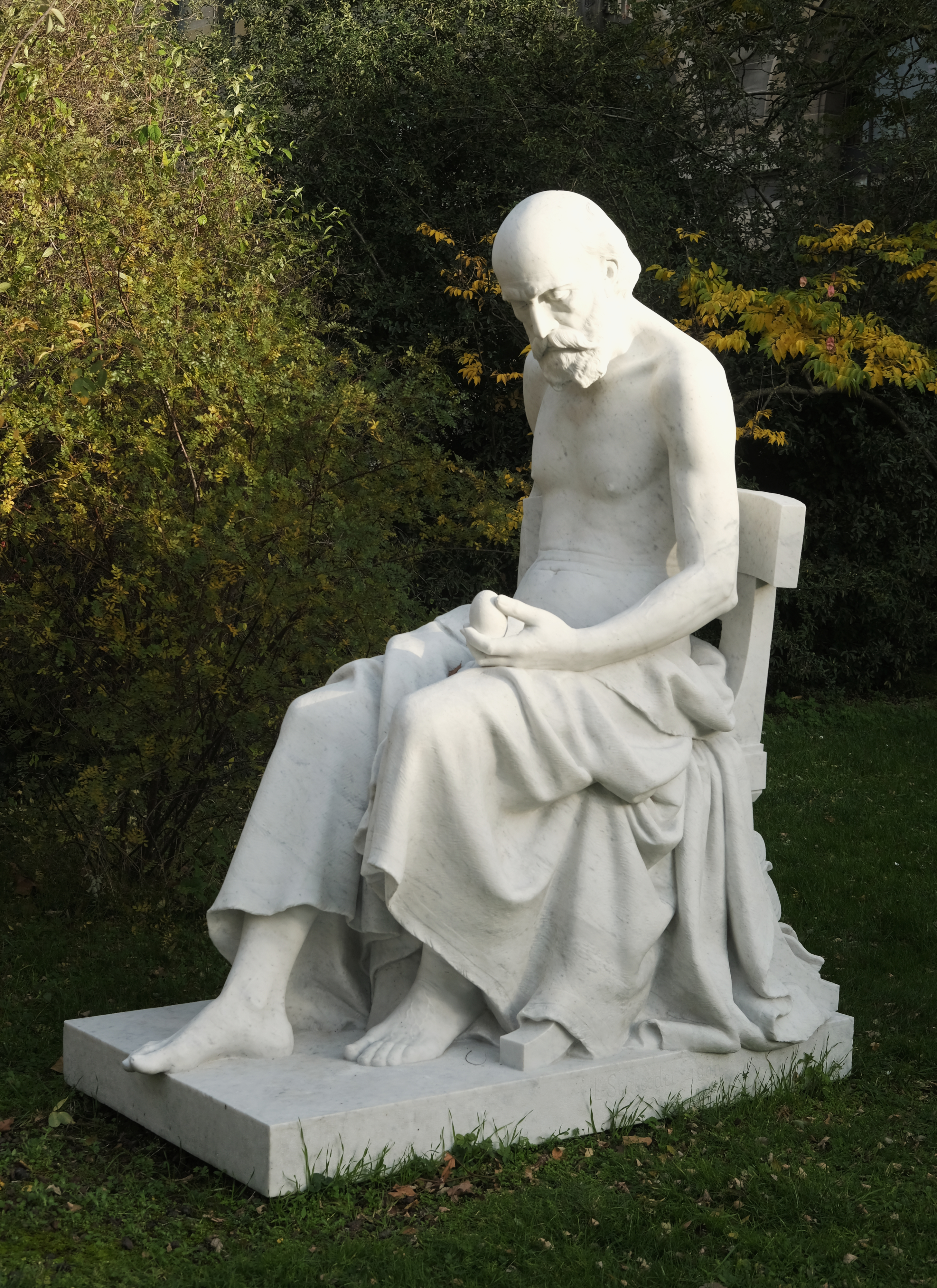
Science et mystère de Louis Schrœder (1890).

Le jardin des plantes contient les œuvres suivantes :
- Amazone, Pierre Vigoureux ;
- L'Amour captif Félix Sanzel (1868) ;
- Autoportrait, Emmanuel Frémiet ;
- Chasseur attaqué par les orang-outangs, Emmanuel Frémiet ;
- Dénicheur d'oursons, Emmanuel Frémiet ;
- Hommage à Saint-John Perse, Patrice Alexandre (1989) ;
- Monument à Bernardin de Saint-Pierre, Louis Holweck (1907) ;
- Statue de Buffon, Jean Carlus (1908) ;
- Statue de Chevreul, Léon Fagel (1889) ;
- Statue de Frémiet, Henri-Léon Gréber (1913) ;
- Statue de Lamarck, Léon Fagel (1908) ;
- Vénus genitrix, Charles Dupaty (1810) ;
- Premier Artiste, Paul Richer (1890) ;
- Nymphe chevauchant un dauphin (bronze ; il s'agit d'un « dauphin » héraldique, représenté comme un poisson[1]), Joseph Félon (1864) ;
- Science et Mystère, Louis Schrœder (1890).
- Entrée côté rue Geoffroy-Saint-Hilaire :
  - Le Cheval, Michel Charpentier (1994) ;
  - L'Oiseau, Vincent Barré (1994) ;
  - Le Poisson, François-Xavier Lalanne (1994) ;
  - Seize histoires naturelles, Sylvie Sandjian (1992, entrée de la Grande galerie de l'évolution, seize ensembles de six bas-reliefs de bronze).

### Campus de Jussieu
Le campus de Jussieu contient les œuvres suivantes :
- La Cheminée, Pierre Manoli (1976) ;
- Les Cinq Ailes, Alexander Calder (1967, actuellement entreposé à la Fondation de Coubertin pendant la réhabilitation du campus) ;
- Dallage, Jacques Lagrange (1965-1972, dessin au sol) ;
- L'Étude devant l'univers, Jean Souverbie (1961, hall d'entrée du bâtiment A-B-C, peinture) ;
- Ferronnerie d'art, Raymond Subes (1961, entrées quai Saint-Bernard) ;
- La Forêt pétrifiée ou Le Labyrinthe, François Stahly (1966-1968, patio 22/23) ;
- Fresques, Léon Gischia (1968-1971, fresques) ;
- Jardin botanique avec fontaine, Roger Chapelain-Midy (1974, patio 43/54, fontaine et jardin) ;
- Jardins de sculptures, Adam Steiner (1986-1987, patrio 45/56) ;
- Mosaïque de bassin, André Beaudin (1968, patio 32/43)
- Paralum ou Toiture en aluminium, Victor Vasarely (1967, patio 12/23) ;
- Le Petit Théâtre, Jean Arp (1972, agrandissement d'un bronze de 1959, patio 16/25) ;
- Rythmes d'eau, Jacques Despierre (1961, hall d'accès aux amphithéâtres du bâtiment F, peinture) ;
- La Vue et les Éléments, André Planson (1961, hall d'entrée du bâtiment A-B-C, peinture) ;

### Autres sculptures
- Antoine Lavoisier, Jules Dalou (commande de 1886, grand amphithéâtre de l'université de la Sorbonne)
- Monument à Auguste Comte, Jean-Antoine Injalbert (1902, place de la Sorbonne) ;
- Mihai Eminescu, Ion Vlad et Ileana Sassu (1989, rue Jean-Beauvais) ;
- Statue de Gabriel de Mortillet (1905, arènes de Lutèce) ;

- Hôpital d'instruction des armées du Val-de-Grâce :
  - Dominique Jean Larrey, Pierre-Jean David d'Angers (1850)
  - Monument aux brancardiers, Gaston Broquet
  - Sculpture de René Leleu (gauche de l'entrée, boulevard de Port-Royal[3]).

- Place du Panthéon :
  - Statue de Corneille, Gabriel Rispal (1952) ;
  - Statue de Jean-Jacques Rousseau, André Bizet-Lindet (1952).

- Panthéon :
  - Statue de Lazare Hoche, Jules Dalou, (1900)
  - Statue de Mirabeau, Jean-Antoine Injalbert, (1924)

- Square Samuel-Paty :

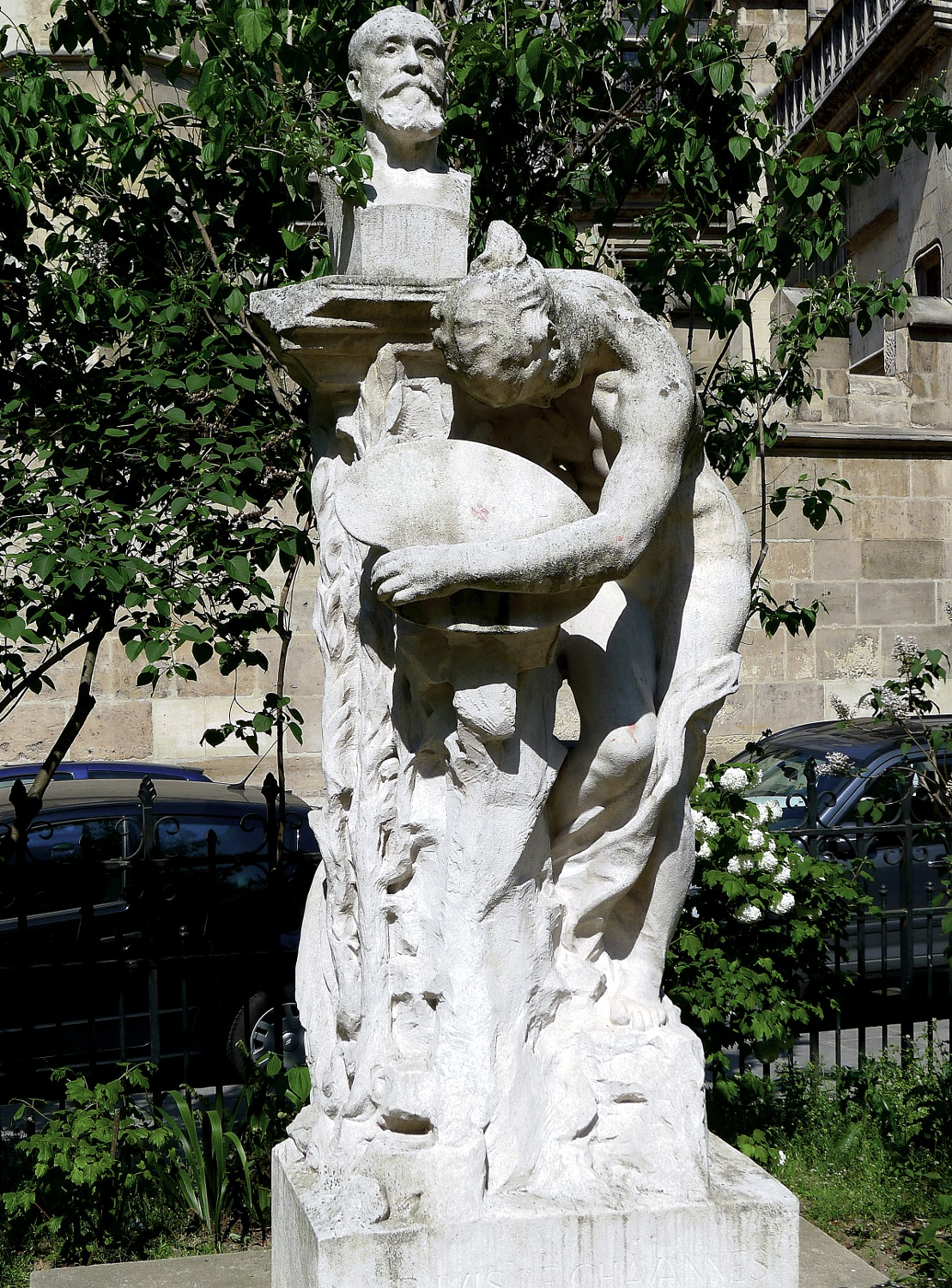
Monument à Puvis de Chavannes, par Jules Desbois (1924).

- - Copie en bronze de la Louve capitoline (1962) ;
  - Statue de Montaigne, Paul Landowski (1934) ;
  - Statue de Puvis de Chavannes, Jules Desbois (1924).

- Statue de François Villon, René Collamarini (1947, square Paul-Langevin) ;
- Statue de sainte Geneviève, Paul Landowski (pont de la Tournelle).

### Œuvres diverses
- Bas-relief, Mustafa Ali (terrasse de l'Institut du monde arabe)[4] ;
- La Ceinture de feu, Angela Detanico et Rafael Lain (installation sur la façade de l'Institut de physique du globe de Paris, 2011)[5]

### Stations de métro
- Cluny - La Sorbonne : Fresque, Jean Bazaine (voûte du quai de la ligne 10, mosaïques)[6] ;